# Пришибо-Малкінське
Пришибо-Малкінське (рос. Пришибо-Малкинское) — село у Майському районі Кабардино-Балкарії Російської Федерації.
Орган місцевого самоврядування — міське поселення Майський. Населення становить 85 осіб.

## Історія
Згідно із законом від 27 лютого 2005 року органом місцевого самоврядування є міське поселення Майський.

## Населення
| 1926 | 1970 | 1989 | 2002 | 2010 |
| ---- | ---- | ---- | ---- | ---- |
| 218  | ↗290 | ↘173 | ↘151 | ↘85  |